# Khu bảo tồn thiên nhiên Karatau
Khu bảo tồn thiên nhiên Karatau là nơi trú ẩn động vật hoang dã nằm ở giữa dãy núi Karatau gần Kyzylkum, Betpak-Dala và Moiynkum thuộc vùng Nam Kazakhstan, Kazakhstan.
Được thành lập vào năm 2004, khu bảo tồn này có diện tích 34.300 hecta. Đây là nơi có 700 loài thực vật, trong đó có 62 loài đặc hữu. Về động vật, đây là nhà của nhiều loài động vật hoang dã như Cừu Argali, Nhím, Chồn sồi và 118 loài chim.